# Samsung Wave
Samsung Wave (S8500) — мобільний телефон компанії Samsung Electronics, що був представлений 14 лютого 2010 року на виставці Mobile World Congress у Барселоні (Іспанія). Перша у світі модель, що має Super AMOLED-екран, а також працює на мобільній платформі bada. Використовується інтерфейс користувача TouchWiz 3.0. За третій квартал 2010 року компанія Samsung продала 2 млн пристроїв.
У списку найкращих телефонів 2010 року за версією Mobile-review.com в номінації «Ціна / Якість» Samsung Wave зайняв перше місце.

## Процесор
Новий процесор Samsung S5PC111, анонсований в 2009 році, включає в себе ядро ARM Cortex-A8 з тактовою частотою 1 ГГц (кодова назва — «Hummingbird») і GPU PowerVR SGX540, і може обробляти 90 млн трикутників в секунду. Для порівняння, найближчий конкурент — iPhone 4 — дозволяє обробляти лише 40 млн трикутників в секунду, що приблизно вдвічі менше.

## Екран Super AMOLED
Смартфон використовує дисплей Super AMOLED, розроблений Samsung і вперше застосований у телефоні Samsung Wave. Екрани, виготовлені за технологією Super AMOLED, мають меншу товщину (товщина основного шару всього 0,001 мм), і велику (до 20%) яскравість, при цьому на енергоспоживання це істотно не впливає, тому що досягається шляхом зменшення шарів в самому екрані. У результаті користувач отримує швидший відгук на дотики, можливість працювати з телефоном під променями сонця і більш насичені кольори.

## Камера
5-мегапіксельна камера з LED-спалахом. Інтерфейс камери горизонтальний. Підтримується роздільна здатність фото до 2560х1920 точок. Записує та програє відео HD-якості (1280x720р). Функція TouchFocus – камера фокусується на об'єкті, який користувач покаже на екрані.

## Комплект поставки
У комплект поставки входять:
- Телефон
- Акумулятор Li-Ion 1500 мА · год
- USB-кабель
- Провідна стереогарнітура
- Інструкція
- CD з ПЗ

## Додаткові функції
- Доступ до соціальних мереж (Facebook, Twitter, MySpace) з однієї програми — Social Hub
- Магазин додатків (віджетів) Samsung Apps
- Датчик положення наближення, акселерометр
- Магнітний компас
- Віджети
- Вібродзвінок

## Підтримувані типи файлів
MP3, AAC, AAC +, e-AAC +, WMA, AMR, WAV, MP4, MPEG4, H.263, H.264, WMV, DivX, XviD, MKV, (FLAC Bada 1.2)
Також підтримує субтитри SRT і SMI